# Affix
Ett affix (latin affixum '[något som är] fäst till') är ett morfem som läggs till ett ord för att ändra dess betydelse. Affixen är av två typer, avledningsaffix och böjningsaffix. Avledningsaffixen är affix som, något förenklat, förändrar ordets betydelse eller ordklass, till exempel -ning (jämför bok – bokning), o- (jämför klok – oklok), -bar (jämför tvätt – tvättbar) eller -ig (jämför eld – eldig). Avledningsaffixen kan sägas skapa ett nytt lexem. Avledningsaffixen kan stå före en rot (eller en stam, se nedan), och kallas då för prefix, eller efter en rot (eller stam, se nedan) och kallas då för suffix. Böjningsaffix ändrar inte ordens betydelse utan preciserar till exempel tempus eller numerus. Exempel på böjningsaffix är preteritumändelsen -te i lekte eller pluraländelsen -er i bilder. Alla böjningsaffix i svenska är suffix.
Affixen kan placeras på sju olika sätt:
- prefix: läggs till före rotmorfemet/-en, till exempel beklaga.
- suffix: läggs till efter rotmorfemet/-en, till exempel bärbar (avledning), eller efter stammen, till exempel bärbara (böjning).
- infix: läggs till inuti ett annat morfem (vanligen rotmorfemet), till exempel latinets tengo (jag håller); jämför preteritum tegi. Infix är vanliga i Borneo-filippinska språk.
- cirkumfix: läggs till före och efter utgångsordets morfem för att bilda ett verb, till exempel förarga, och i ryska наесться (äta sig mätt).
- suprafix: läggs till suprasegmentellt (under formen av en intonationsändring) på ett morfem.
- transfix: placeras så att det "dyker upp" på två eller flera ställen i/kring ett annat morfem. Vanligt i arabiska, där transfix i form av vokalkombinationer kan sättas in i olika konsonantrötter.
- interfix är rena fogelement, som alltid uppträder mellan två rotmorfem, alltså i sammansättningar. De svenska fogelementen i till exempel kvinn-o-parti, kung-a-makt, stol-s-ben, kan ses som interfix, även om de ursprungligen är kasusändelser på sammansättningarnas förled.